# Василівський яр (заказник)
Васи́лівський яр — ландшафтний заказник місцевого значення в Україні. Розташований у межах Сокирянського району Чернівецької області, на захід від села Василівка. 
Площа 497 га. Статус присвоєно згідно з рішенням 2-ї сесії обласної ради XXII скликання від 16.12.1994 року. Перебуває у віданні ДП «Сокирянський лісгосп» (Сокирянське л-во, кв. 6, 7, 14-19, 72). 
Статус присвоєно з метою збереження природного комплексу в придністровській частині Чернівецької області з лісами на крутосхилах глибокого яру. Є цінні геологічні та геоморфологічні утворення, в т. ч. розміщується джерело «Поруб».